# 日本骨代謝学会
一般社団法人日本骨代謝学会（にほんこつたいしゃがっかい、英文名 The Japanese Society for Bone and Mineral Research）は、1967年に発足した日本骨代謝研究会を1983年に発展的に改称して設立された学会。内科・基礎・外科系の研究者により2009年7月25日現在約2,200名の会員を擁している。
事務局を京都市伏見区両替町2-348-302 アカデミック・スクエア（株）内に置いている。

## 事業
研究発表会・講演会等の開催、機関誌発行、日本国内外の関係学術諸団体との連携、骨代謝学の調査研究など。
　

## 機関誌
- Journal of Bone and Mineral Metabolism （年6回発行）ISSN 0914-8779 全国書誌番号:10040038